# Chorab
Chorab est une localité polonaise de la gmina rurale de Łysomice située dans le powiat de Toruń en Couïavie-Poméranie,.

## Géographie

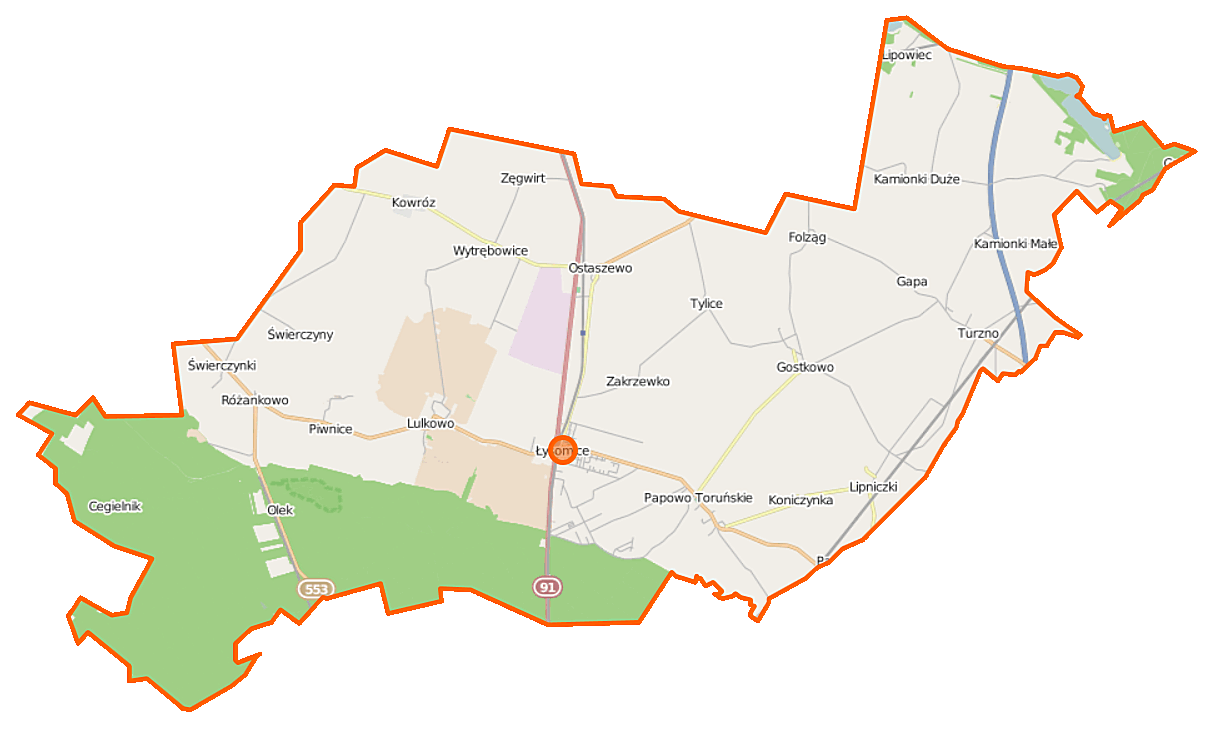
Carte de la gmina de Łysomice.